# فرودگاه پالرمو
فرودگاه پالرمو (به انگلیسی: Palermo Airport) (به زبان بومی: Aeroporto di Palermo-Punta Raisi) یک فرودگاه همگانی ۴۹۹۲۷۹۸ با کد یاتا PMO است که یک باند فرود بله دارد و طول باند آن آسفالت متر است. این فرودگاه در شهر پالرمو کشور ایتالیا قرار دارد و در ارتفاع ۲۰ متری از سطح دریا واقع شده‌است.

## شرکت‌های هواپیمایی و مقصدهای پروازی
| شرکت‌های هواپیمایی                             | مقصدهای پروازی |
| --------------------------------------------- | --- |
| ایر مالتا                                     | مالت |
| آلیتالیا                                      | لینیت، لئوناردو دا وینچی-فیومیچینو، ناپل فصلی: شرمتیوو |
| آلیتالیا اجرا توسط آلیتالیا سیتی‌لاینر         | ناپل |
| آسترین ایرلاینز                               | فصلی: وین |
| ایر صربیا اجرا توسط ایر صربیا                 | چارتر فصلی: بلگراد نیکولا تسلا |
| بریتیش ایرویز                                 | هیترو لندن |
| بروکسل ایرلاینز                               | فصلی: بروکسل |
| کوندور فلوگدینست                              | Seasonal فرانکفورت |
| ایزی‌جت                                        | گاتویک، میلانو مالپنسا فصلی: لیون-سینت اگزوپری، اورلی |
| easyJet Switzerland                           | ژنو |
| انتر ایر                                      | چارتر فصلی: بوردو–مریگناک, وروتسواف کوپرنیکوس، شارل دوگل پاریس |
| ای‌اس‌ال ایرلاینز فرانسه                        | چارتر فصلی: دوویل سنت-گیشن، لیون-سینت اگزوپری, متز-نانسی-لورن، شارل دوگل پاریس |
| یورو وینگز                                    | مونیخ |
| یورو وینگز اجرا توسط جرمن‌وینگز                | فصلی: کلن بن |
| لوفت‌هانزا رجینال اجرا توسط ایر دولومیتی       | مونیخ |
| لوفت‌هانزا رجینال اجرا توسط لوفت‌هانزا سیتی‌لاین | فرانکفورت |
| لوکزایر                                       | فصلی: لوگزامبورگ - فیندل |
| مریدیانا                                      | فصلی: میلانو مالپنسا، جان اف کندی |
| میسترال ایر                                   | لمپیدوسا، پانته لریا فصلی: آبروتزو، صوفیه چارتر فصلی: مارسی پروانس |
| نروجین ایر شاتل                               | فصلی: استکهلم-آرلاندا |
| رایان‌ایر                                      | باووایس-تیلی, اوریو آل سریو، برلین شونفلد, بلوونی گوگلیلمو مارکونی، هنری کواندا، بوداپست فرنک لیست (آغاز از ۲۹ اکتبر ۲۰۱۷), استانستد لندن، مادرید-باراخاس، مارسی پروانس، ممینگن، میلانو مالپنسا (آغاز از ۲۹ اکتبر ۲۰۱۷), نورنبرگ، گالیله، لئوناردو دا وینچی-فیومیچینو، ترویزو، تورین کاسله, ورونا, ویزه، وروتسواف کوپرنیکوس (آغاز از ۲ اکتبر ۲۰۱۷) فصلی: دوبلین |
| هواپیمایی اسکاندیناوی                         | فصلی: کپنهاگ، گاردرموئن اسلو، استکهلم-آرلاندا |
| سوئیس اینترنشنال ایرلاینز                     | فصلی: زوریخ |
| ترانساویا.کام                                 | فصلی: اسخیپول آمستردام، مونیخ |
| ترنسویا فرانس                                 | فصلی: اورلی |
| TUI fly Belgium                               | فصلی: بروکسل چارتر فصلی: برست برتانی, لیل، لیون-سینت اگزوپری, نانت آتلانتیک، شارل دوگل پاریس، تولوز-بلانیاک |
| تراول سرویس ایرلاینز                          | چارتر فصلی: دوویل سنت-گیشن, لیون-سینت اگزوپری, نانت آتلانتیک، شارل دوگل پاریس |
| تراول سرویس                                   | چارتر فصلی: ام. آر. استفانیک |
| تونس ایر اجرا توسط تونس‌ایر اکسپرس             | تونس قرطاج |
| ولوتی                                         | باری، کریستف کلمب جنوا، ناپل، تورین کاسله، ونیز مارکو پولو، ورونا فصلی: آتن، بوردو–مریگناک، کورفو، هراکلین، ایبیزا، مالاگا، نانت آتلانتیک، نیس کوت دازور، اولبیا - کاستا اسمرالدا، پالما د مایورکا، ملی سادورینی، استراسبورگ، تولوز-بلانیاک |
| ویولینگ                                       | بارسلونا-ال پرات، پره‌تولا، لئوناردو دا وینچی-فیومیچینو |